# Fiat Grande Panda

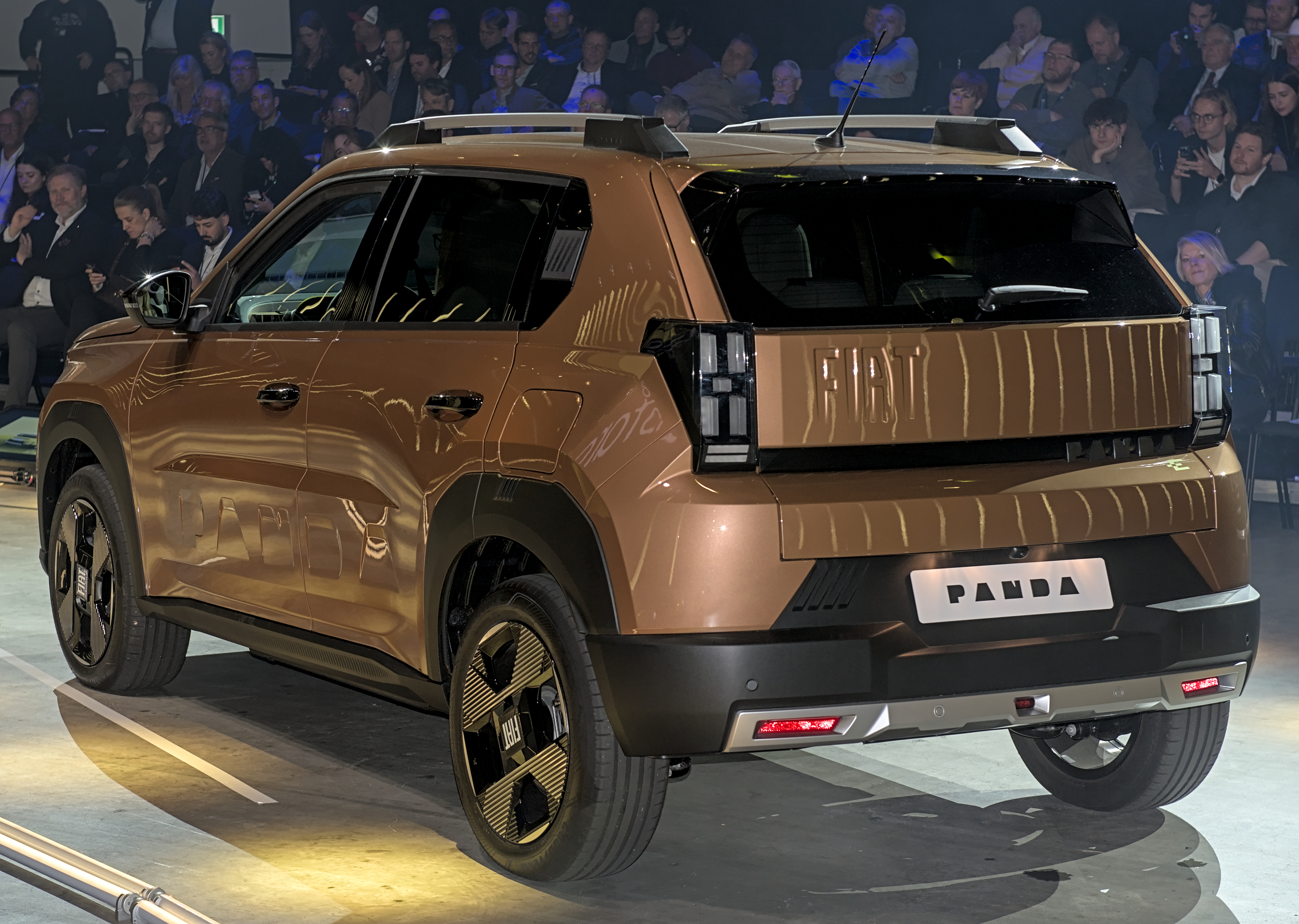
Heckansicht

Der Fiat Grande Panda ist ein Kleinwagen des italienischen Automobilherstellers Fiat, der seit 2024 produziert wird. Er basiert auf der Smart-Car-Plattform, die er mit dem Citroën C3 der vierten Generation, dem Citroën C3 Aircross der dritten Generation und dem Opel Frontera teilt, und ist als Benzin-Mildhybrid und batterieelektrisch erhältlich.

## Geschichte
Erste Bilder des Fahrzeugs wurden am 14. Juni 2024 veröffentlicht. Offiziell vorgestellt wurde es am 11. Juli 2024 im Turiner Stadtteil Lingotto anlässlich des 125-jährigen Jubiläums der Marke Fiat. Die Markteinführung erfolgte im März 2025. Gebaut wird der Grande Panda im serbischen Kragujevac. Technisch basiert der Wagen auf der sogenannten CMP-Smart-Car-Plattform von Stellantis. Er ist daher technisch ähnlich zur 2023 vorgestellten vierten Generation des Citroën C3, soll aber zu einem etwas höheren Preis angeboten werden.
Mit einer Länge von rund vier Metern ist der Grande Panda deutlich länger als der Panda, der weiter im Angebot des Herstellers bleibt. Nach dem 2018 eingestellten Punto hat Fiat somit in Europa wieder ein Modell im Kleinwagen-Segment im Portfolio.

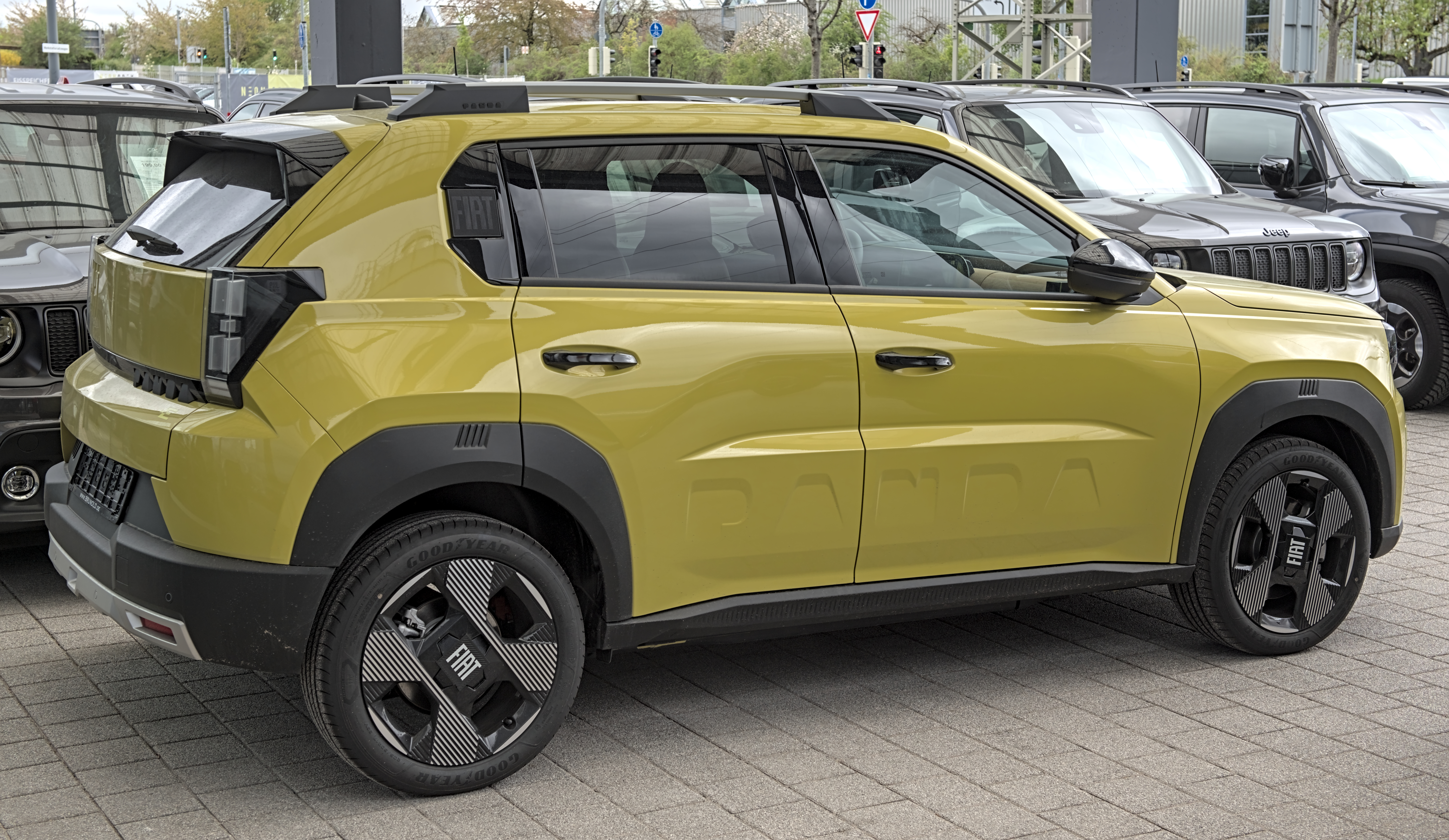
Kubische Form ähnlich dem ersten Panda

Optisch übernimmt der Grande Panda einige Elemente des ersten Panda. Er soll demnach durch rechteckig bzw. kubisch gestaltete Formen auf das 1980 vorgestellte Modell anspielen. In die Türen ist der Modellname eingeprägt, der Markenname in die Heckklappe.
Einen ersten Ausblick auf einen neuen Panda zeigte Fiat bereits auf dem Genfer Auto-Salon im März 2019 mit dem Konzeptfahrzeug Centoventi. Seriennäher war dann die Studie City-Car, die im Februar 2024 vorgestellt wurde. Bei der Vorstellung des Grande Panda wurden noch zwei weitere Modelle der Panda-Familie angekündigt. Bei ersterem handelt es sich um ein SUV, das ähnlich zum Citroën C3 Aircross und zum Opel Frontera sein dürfte, das zweite ist ein SUV-Coupé ähnlich zum Citroën Basalt. Mit der Studie Grande Panda 4×4 zeigte Fiat im Mai 2025 außerdem einen ersten Ausblick auf eine Allrad-Version der Baureihe. Im Gegensatz zu den bisherigen Panda-4×4-Modellen handelt es sich jedoch um eine Variante, bei der die Hinterräder rein elektrisch angetrieben werden, die Vorderräder hingegen konventionell durch einen Verbrennungsmotor.

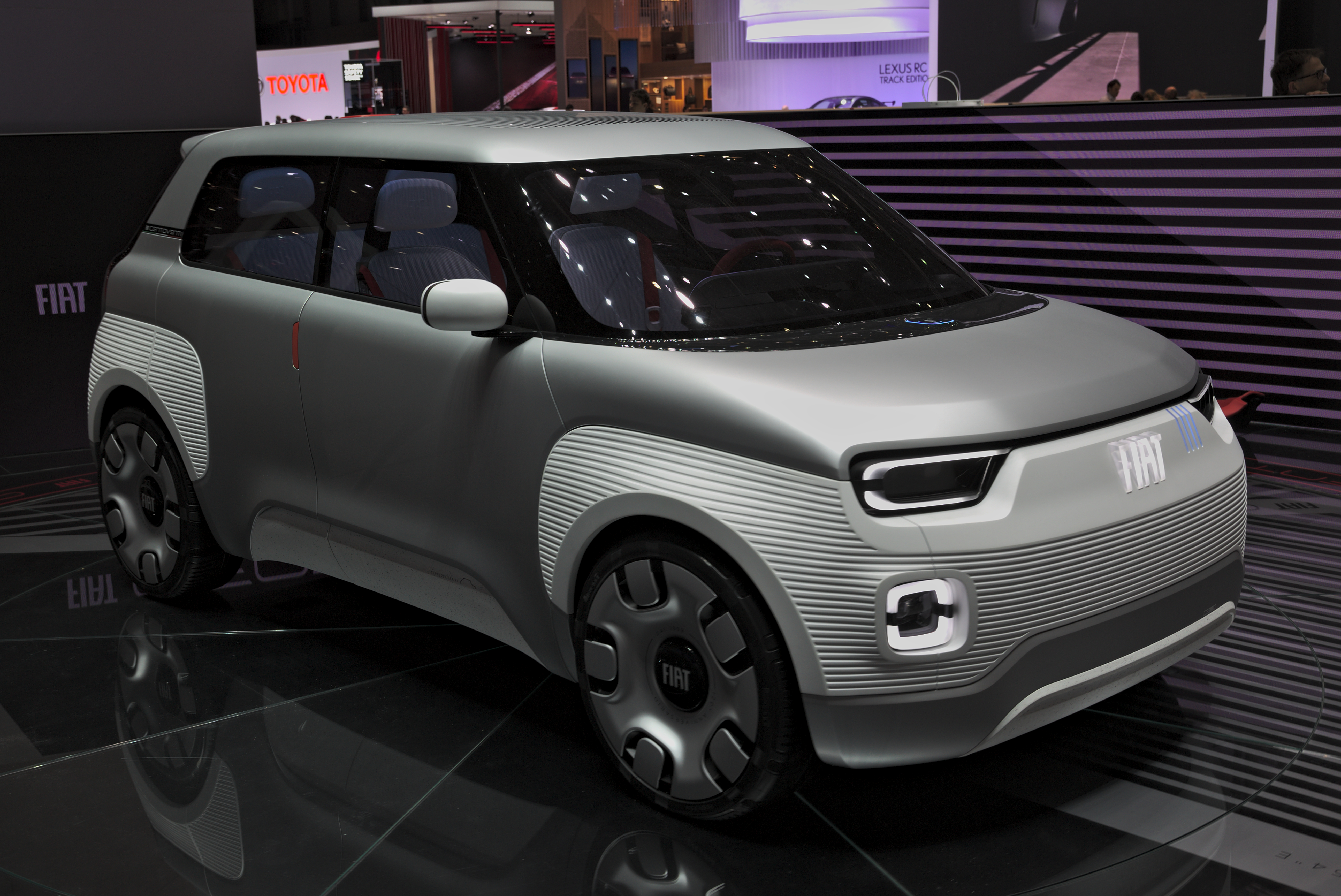
Fiat Centoventi Concept auf dem Genfer Auto-Salon 2019
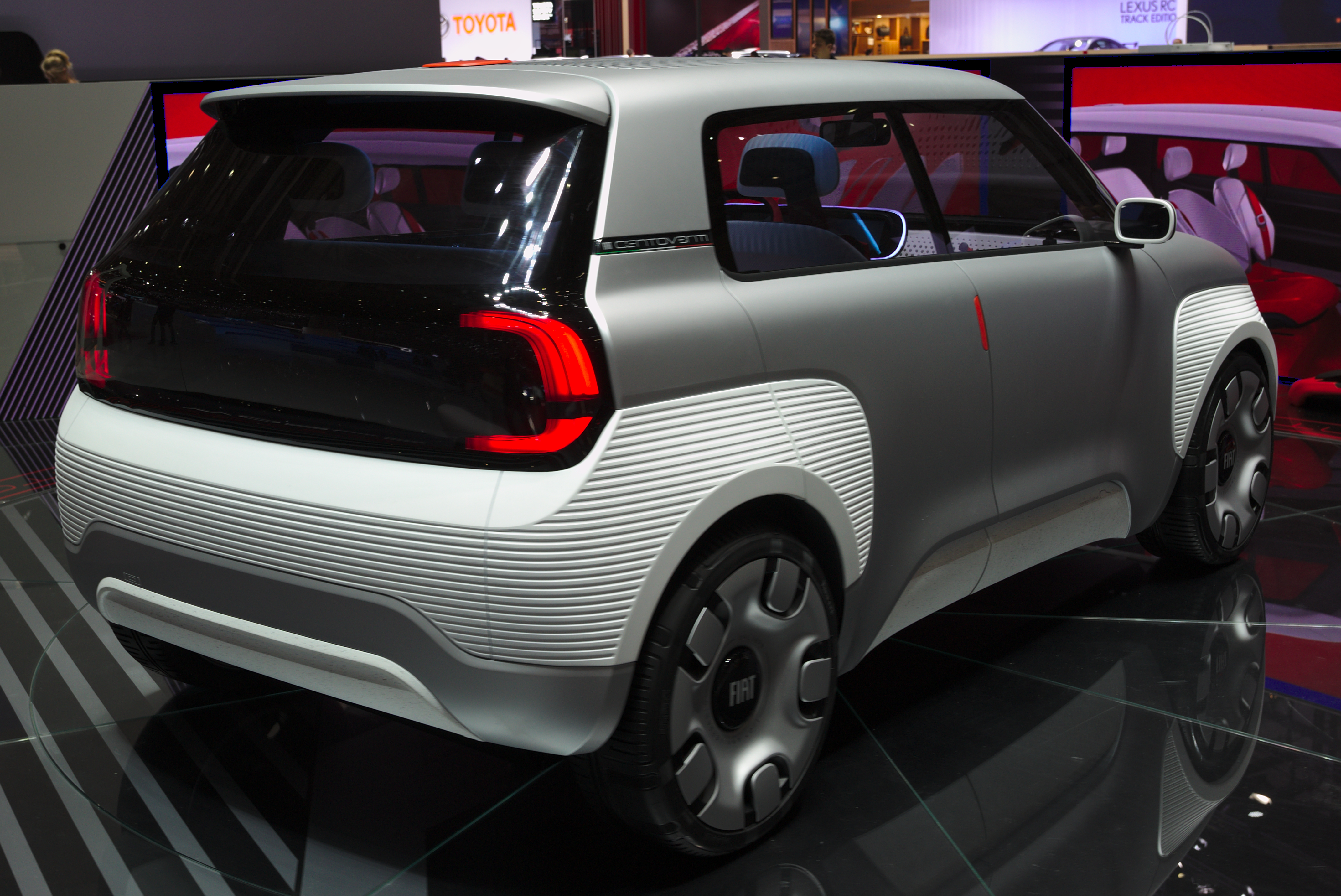
Heckansicht
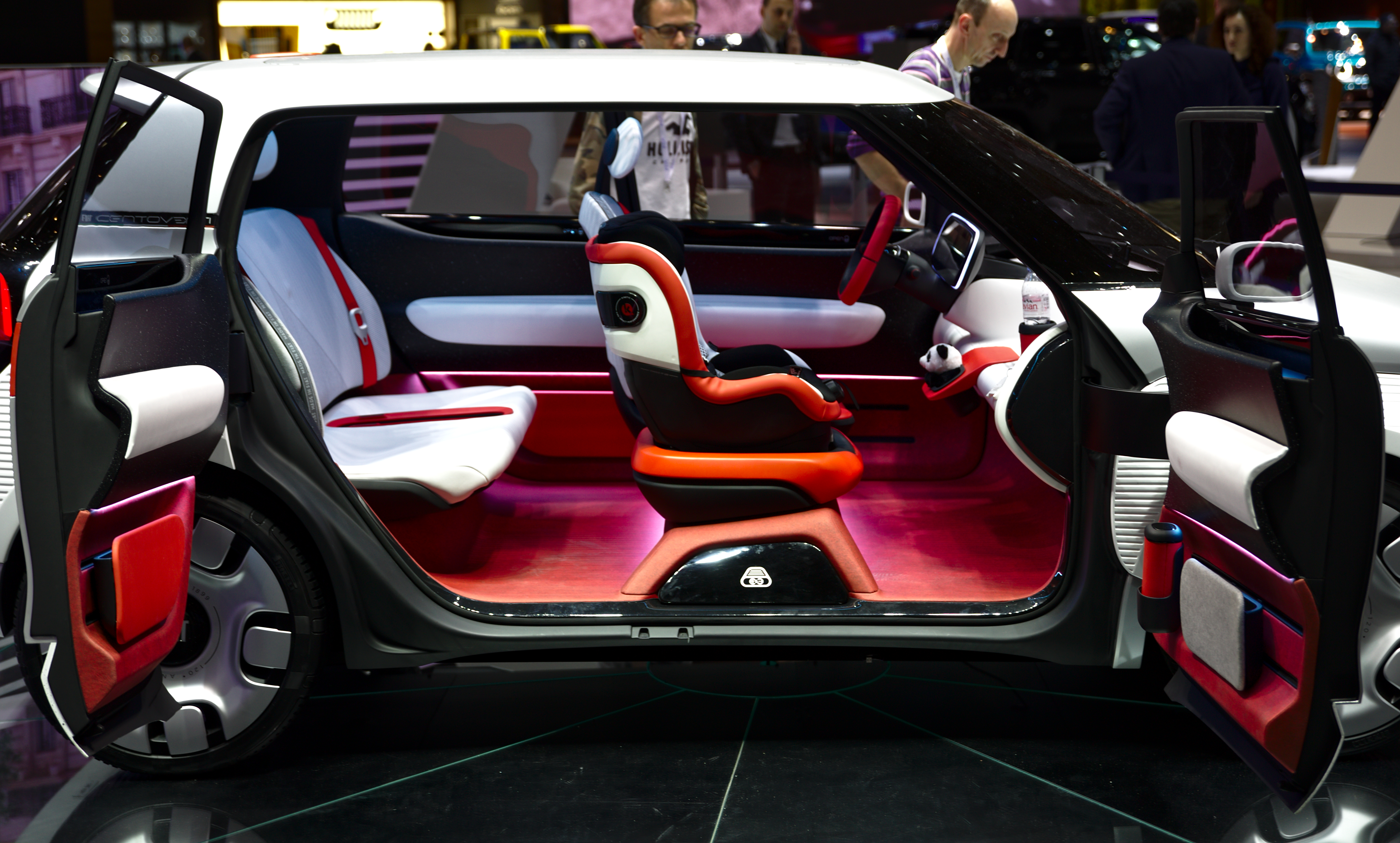
Innenansicht

## Technik
Wie den C3 soll es den Grande Panda sowohl mit Verbrennungsmotor als auch mit Elektromotor geben. Bei der Vorstellung im Juli 2024 wurde nur die elektrisch angetriebene Version näher spezifiziert. Sie hat eine maximale Leistung von 83 kW (113 PS) und verwendet einen Lithium-Eisenphosphat-Akkumulator von SVolt mit einem Energieinhalt von 44 kWh. Nach dem WLTP-Zyklus ergibt sich so eine Reichweite von rund 320 km. Die maximale Ladeleistung bei Wechselstrom wird mit 11 kW, bei Gleichstrom mit 100 kW angegeben. Erstmals bei einem Elektroauto ist beim Grande Panda ein fest installiertes Ladekabel – gegen Aufpreis – erhältlich. Die Höchstgeschwindigkeit beträgt 132 km/h. Daten zum Verbrenner wurden im Januar 2025 bekannt gegeben. Der aufgeladene 1,2-Liter-Ottomotor ist als Mild-Hybrid ausgeführt und leistet maximal 81 kW (110 PS). Er erreicht eine Höchstgeschwindigkeit von 160 km/h.
Das Armaturenbrett des Grande Panda ist oval ausgeführt und soll an die Rennstrecke auf dem Dach des Fiat-Werks in Lingotto erinnern. Es beinhaltet zwei Bildschirme; zum einen ein 10-Zoll-Display als Instrumententafel und zum anderen einen Touchscreen in der Mittelkonsole mit einer Diagonale von 10,25 Zoll für das Infotainment-System. Am Rande dieses Touchscreens befindet sich die Silhouette des ersten Panda. Am Armaturenbrett befinden sich verschiedene Ablagefächer mit insgesamt 13 Litern Stauraum. Der Kofferraum der elektrisch angetriebenen Variante fasst 361 Liter; das Volumen mit umgelegten Sitzen wird mit 1315 Liter angegeben. Die Verbrenner-Version fasst 51 Liter mehr.

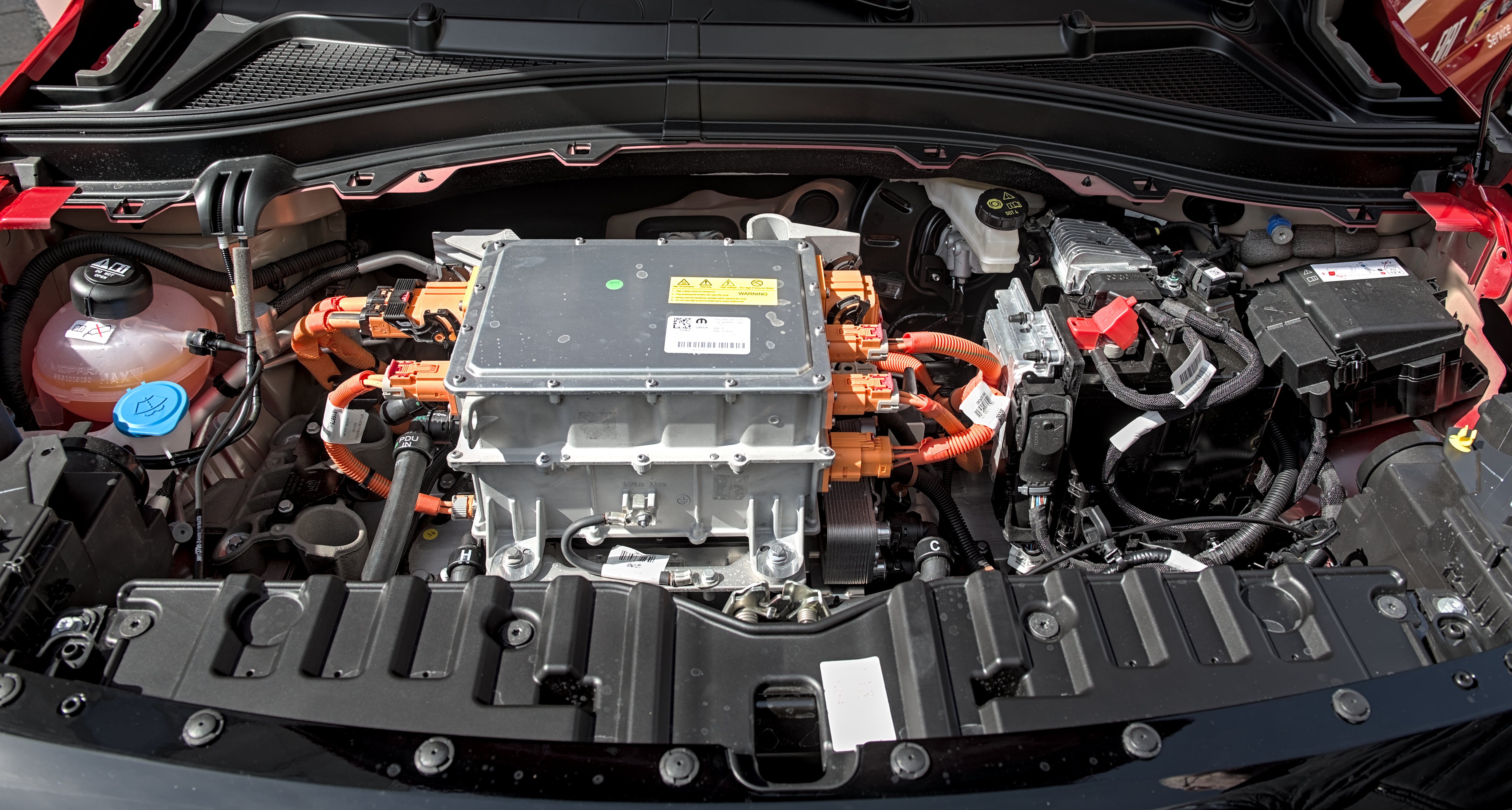
Elektromotor
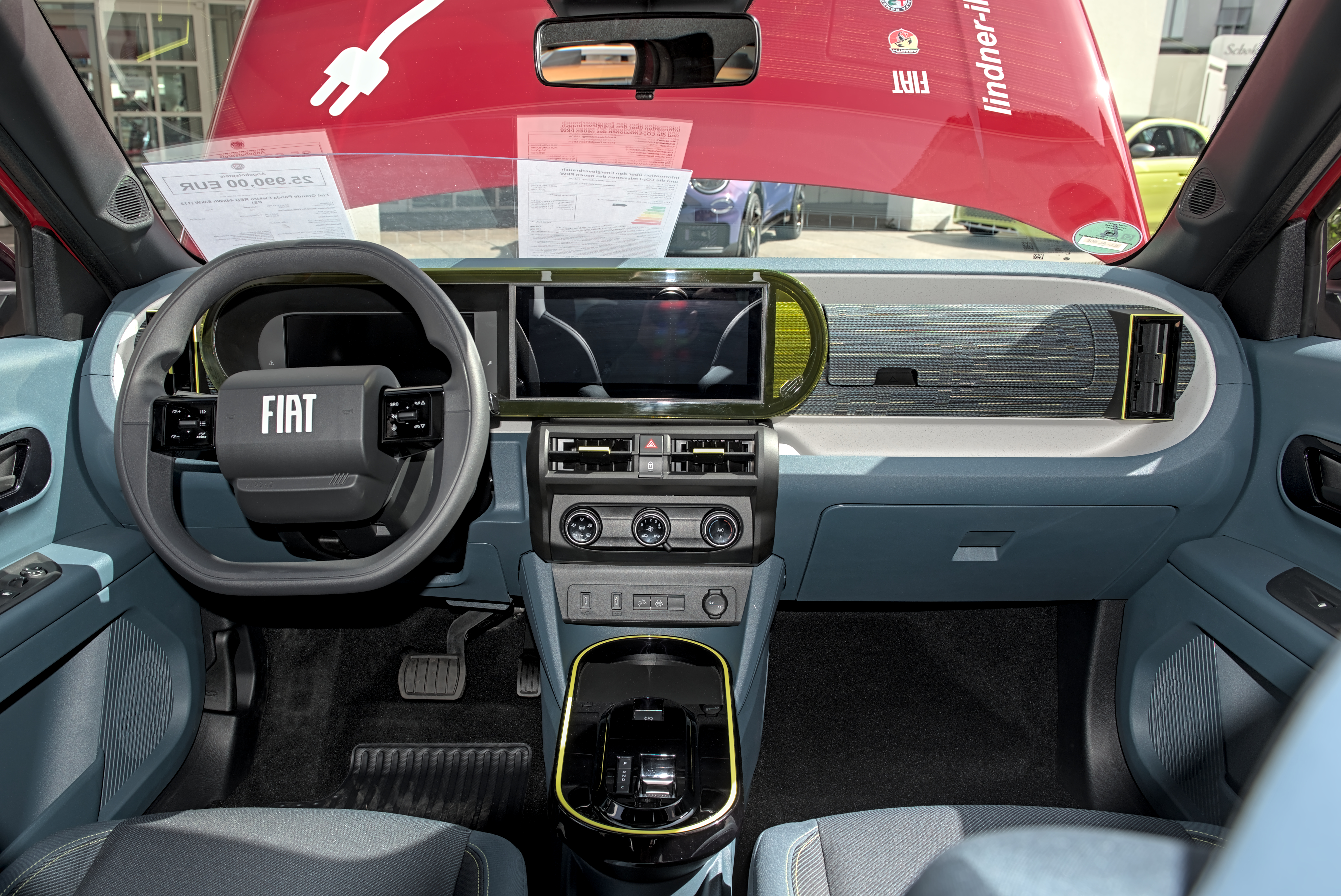
Innenansicht
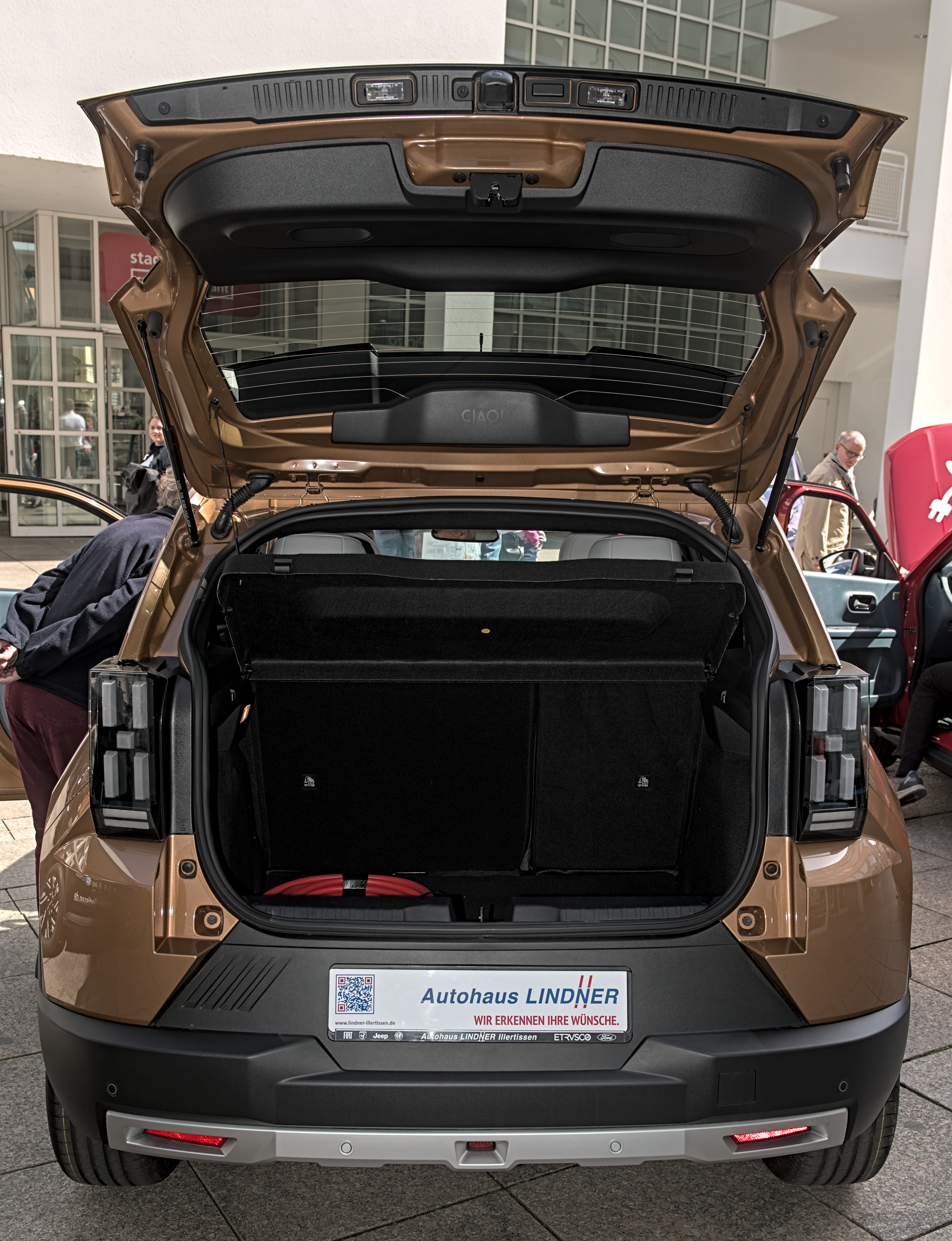
Kofferraum der Elektro-Version

## Technische Daten
|                                                    | Hybrid 1.2                       | Hybrid 1.2                       | Elektromotor 113                  |
| -------------------------------------------------- | -------------------------------- | -------------------------------- | --------------------------------- |
| Bauzeitraum                                        | 03/2025–04/2025                  | seit 04/2025                     | seit 03/2025                      |
| Motorkenndaten                                     |                                  |                                  |                                   |
| Motorart                                           | R3-Ottomotor                     | R3-Ottomotor                     | Permanentmagnet-Synchronmotor     |
| Motoraufladung                                     | Turbolader                       | Turbolader                       | –                                 |
| Hubraum                                            | 1199 cm³                         | 1199 cm³                         | –                                 |
| max. Leistung                                      | 74 kW (101 PS) bei 5500/min      | 81 kW (110 PS) bei 5500/min      | 83 kW (113 PS)                    |
| max. Drehmoment                                    | 205 Nm bei 1750/min              | 205 Nm bei 1750/min              | 122 Nm                            |
| Kraftübertragung                                   |                                  |                                  |                                   |
| Antrieb                                            | Vorderradantrieb                 | Vorderradantrieb                 | Vorderradantrieb                  |
| Getriebe                                           | 6-Stufen-Doppelkupplungsgetriebe | 6-Stufen-Doppelkupplungsgetriebe | Eingang-Reduktionsgetriebe        |
| Antriebsbatterie                                   |                                  |                                  |                                   |
| Zellchemie                                         | Lithium-Ionen-Akkumulator        | Lithium-Ionen-Akkumulator        | Lithium-Eisenphosphat-Akkumulator |
| Energieinhalt                                      | 0,89 kWh                         | 0,89 kWh                         | 44 kWh                            |
| Messwerte                                          |                                  |                                  |                                   |
| Höchstgeschwindigkeit                              | 160 km/h                         | 160 km/h                         | 132 km/h                          |
| Beschleunigung, 0–100 km/h                         | 10,0 s                           | 10,0 s                           | 11,0–11,5 s                       |
| Kraftstoff-/ Energieverbrauch auf 100 km nach WLTP | 5,4 l Super                      | 5,1 l Super                      | 17,4 kWh                          |
| CO2-Emission nach WLTP                             | 123 g/km                         | 116–117 g/km                     | 0 g/km                            |
| Elektrische Reichweite nach WLTP                   | –                                | –                                | 320 km                            |
| Tankinhalt                                         | 44 l                             | 44 l                             | –                                 |
| Abgasnorm nach EU-Klassifikation                   | Euro 6e                          | Euro 6e                          | –                                 |